# Bodianus dictynna
Bodianus dictynna е вид бодлоперка от семейство Зеленушкови. Видът не е застрашен от изчезване.

## Разпространение и местообитание
Разпространен е в Австралия, Американска Самоа, Вануату, Виетнам, Индонезия, Кирибати, Китай, Малайзия, Малки далечни острови на САЩ, Маршалови острови, Микронезия, Нова Каледония, Остров Рождество, Палау, Папуа Нова Гвинея, Провинции в КНР, Самоа, Соломонови острови, Тайван, Токелау, Тонга, Тувалу, Уолис и Футуна, Фиджи, Филипини и Япония.
Среща се на дълбочина от 5 до 100 m.

## Описание
На дължина достигат до 14,4 cm.